# Wilhelm Baessler
Wilhelm Baessler, auch: Bässler, Bäßler oder Baeßler (* 31. Januar 1878 in Freudenstadt; † 14. Juli 1975 in Forbach) war ein deutscher Hotelier und Politiker (CDU).

## Leben
Baessler leistete zunächst Militärdienst und nahm von 1914 bis 1918 als Soldat am Ersten Weltkrieg teil, zuletzt als Major und Bataillonskommandeur. 1919 schied er aus der Armee aus. Später war er Inhaber des Hotels Waldeck in Freudenstadt. Während der Zeit des Nationalsozialismus war er Mitglied der Deutschen Arbeitsfront, der Nationalsozialistischen Volkswohlfahrt und der NS-Kriegsopferversorgung. Im August 1948 wurde er von der Spruchkammer des Staatskommissariates für die politische Säuberung in Württemberg-Hohenzollern als „unbelastet“ eingestuft.
Nach Ende des Zweiten Weltkrieges trat Baessler in die CDU ein und amtierte als stellvertretender Bürgermeister der Stadt Freudenstadt. Von 1946 bis 1947 war er Mitglied der Beratenden Landesversammlung und von 1947 bis 1952 Abgeordneter des Landtages für Württemberg-Hohenzollern. Von 1952 bis 1953 war er Mitglied der Verfassunggebenden Landesversammlung und im Anschluss bis 1956 Abgeordneter des Landtages von Baden-Württemberg. Im Parlament bekleidete er die Funktion des Alterspräsidenten.

## Ehrungen
- 1953: Verdienstkreuz (Steckkreuz) der Bundesrepublik Deutschland
- Wilhelm-Bäßler-Brücke in Freudenstadt